# Comté de Scott (Virginie)
Pour les articles homonymes, voir Scott et Comté de Scott.
Le comté de Scott est un comté de Virginie, aux États-Unis, fondé en 1814.